# إدوين أبوت أبوت
ادوين أبوت (بالإنجليزية: Edwin Abbott Abbott )‏ (و. 1838 – 1926 م) هو عالم عقيدة، وكاتب خيال علمي، ومدرس، وكاتب، وروائي، من المملكة المتحدة، ولد في مرليبون، ولندن، توفي عن عمر يناهز 88 عاماً.

## التعليم
تعلم في كلية سانت جونز.

## جوائز
حصل على جوائز منها:
- قائد وسام الامبراطورية البريطانية
- رتبة الإمبراطورية البريطانية.

## روايات
- الأرض المسطحة - 1884
- أونيسيموس - 1882

## وصلات خارجية
- مقالات تستعمل روابط فنية بلا صلة مع ويكي بيانات